# Magnus Mills
Magnus Mills (Birmingham, 1954) is een Engelse auteur, die opgroeide in Bristol.

## Werken
- Bibsys: 99027341
- Bibliothèque nationale de France: cb13622398w (data)
- CiNii: DA1336338X
- Gemeinsame Normdatei: 122337263
- International Standard Name Identifier: 0000 0000 7838 7322
- Library of Congress Control Number: nb98060548
- Bibliotheek van het Japanse parlement: 00816716
- Nationale Bibliotheek van Tsjechië: xx0003055
- Nationale Bibliotheek van Israël: 987007429922105171
- Nationale Bibliotheek van Polen: a0000001626930
- Nederlandse Thesaurus van Auteursnamen: 173706886
- Système universitaire de documentation: 066974011
- Virtual International Authority File: 85324515
- WorldCat: E39PBJm4TXyB6F6kx8rmgPcVmd